# Źródło zakażenia
Źródło zakażenia to siedlisko patogenów, takich jak wirusy, bakterie, pasożyty i grzyby chorobotwórcze. Może nim być osoba zarażona, przedmiot, żywność itp., które miały styczność z patogenem i są jego bezobjawowymi nosicielami, lub sami chorują na chorobę przez niego wywoływaną.